# 알파 은행 (러시아)
알파 은행(Alfa-Bank, 러시아어: Альфа-банк)은 모스크바에 근거지를 두고 있는 은행이다. 현재 알파 은행의 이사회 회장은 미하일 프리드만이다. 총재는 표트르 아벤이다. 러시아 최대의 민간 상업 은행으로 1990년에 설립되었다. 본사는 모스크바의 칼란쳅스카야 도로에 위치해 있다. 러시아 국내의 지사 수는 75개 지사를 두고 있으며, 카자흐스탄, 우크라이나, 네덜란드에 자회사, 미국과 영국에 지사를 두고 있다.